# Niels Tønder Lund
Niels Tønder Lund (født 30. oktober 1749, død 1809) var en dansk-norsk generaltoldkammerdeputeret og forfatter.
Tønder Lund var en søn af residerende kapellan Lauritz Lund (født 15. januar 1717 død 5. juni 1765) og Ellen Margrethe født Tønder (født 3. juli 1725 død 7. juli 1787), og blev født i Trondhjem. Han blev student i 1765, og hørte derefter forelæsninger over politiske og økonomiske emner så vel ved Københavns Universitet som ved Sorø Akademi og Kiels Universitet. Han foretog derpå sammen med den af ham tidligere underviste Ove Ramel Sehested en længere udenlandsrejse og opholdt sig navnlig i England.
Tønder Lund blev i 1778 ansat som fuldmægtig i det vestindisk-guineiske renteskriverkontor, hvorfra han 1780 i samme egenskab forflyttedes til det fynsk-jyske toldkontor, men udnævntes endnu samme år til renteskriver i det sjællandske toldkontor. Han var 1787-91 chef for Toldkammerkancelliet, blev desuden 1787 kommitteret i Kollegiet og var fra 1805 deputeret sammesteds. På Toldkammerkollegiets vegne var han desuden fra 1787 medlem af Kommissionen til at undersøge adskillige Finanserne vedrørende Anliggender, og 1794 var han i et par måneder konstitueret som politimester i København.
I slutningen af året 1808 blev han beordret til at indtræde som medlem af den interimistiske regeringskommission for Norge og afrejste 12. januar 1809 fra Jylland for at tiltræde sin post; men skibet, som skulde føre ham til Norge, forliste med mand og mus. Lund var i høj grad skattet for sit retsind, sin energi, skarpsindighed, karakterstyrke og utrættelige flid. Han blev 24. maj 1797 gift med Georgine Catharine Bluhme, født Krogh (født 18. november 1774 død 23. august 1819), enke efter toldkasserer Johannes Bartholomæus Bluhme og datter af generalvejmester Nicolai Frederik Krohg.
N.T. Lund er forfatter til en række mindre artikler, som er spredte i forskellige tidsskrifter og omhandler meget forskellige emner, dog særlig naturhistoriske og nationaløkonomiske. Ret ejendommelig og indeholdende adskillige gode ideer er en lille afhandling Om Maaden, hvorpaa Naturen retter Udarter, som han udgav 1777 på tilskyndelse af Johann Christian Fabricius, hos hvem han havde hørt forelæsninger i Kiel. Han deltog med megen Iver i den polemik, som førtes angående den botaniske have mellem havens gartner Niels Simon Bache og Niels Ditlev Riegels, navnlig for at imødegå nogle angreb fra Baches side på Lunds fraværende ven Martin Vahl. Dette gav senere anledning til den mærkelighed, at en fortale, Jens Rathke skrev til det 6. og sidste bind af Naturhistorieselskabets Skrifter, og som indeholdt en biografi af Lund, vel blev trykt 1810, men tilbageholdtes af Erik Nissen Viborg, og da bindet udkom 1818, var fortalen borttaget af alle eksemplarer med undtagelse af det ene, som endnu findes i Botanisk Haves Bibliotek; årsagen var sikkert den omtale, som her fandt sted af det fjendtlige forhold mellem Viborg og Vahl, hvilken sidste var taget i stærkt forsvar af Lund.
Denne havde stor del i oprettelsen af det første Naturhistorieselskab i Danmark, til hvis skrifter han har ydet flere videnskabelige arbejder, som handler om insekter, og i hvilke han viste sig som en værdig discipel af den nævnte entomologiske reformator Fabricius. Også i ugebladet Borgervennen, hvoraf han var medarbejder 1796-1802, har han, til dels under mærket "Lund", skrevet en Række populære artikler om insekternes nytte og skade samt mange andre afhandlinger med endnu ret aktuelle titler, såsom: "Om Forholdet mellem Sølvets og Kornets Pris", "Om den stigende Arbejdsløn" (hvilken han nærmest anser for et gode), "Om Utilfredshed med Livet".
Han efterlod en værdifuld og berømt samling af insekter, som han ejede i forening med sin mangeårige ven O.R. Sehested; denne samling stammede især fra de danske kolonier i de forskellige verdensdele, og de 2 venners stilling som embedsmænd i General-Toldkammeret gav dem ønskelig lejlighed til stadig at få den forøget; den kom senere til at danne grundlaget for det Zoologiske Museums insektsamling.